# Severina Vučković
Severina Vučković, ou Severina, est une chanteuse croate née le 21 avril 1972 à Split (Croatie). Il s'agit de l'une des chanteuses de variétés les plus populaires en Croatie. Severina est aussi surnommée Seve-nacionale. Fille de Sever et Ana Vučković, elle a deux sœurs plus âgées, Zdenka et Mare.
Elle représente la Croatie au Concours Eurovision de la chanson 2006, où elle finit 12e ex æquo.

## Biographie
Severina est chanteuse, danseuse, comédienne et joue du piano. Dès le cours préparatoire, elle rejoint la chorale de son école et deux années plus tard elle remplace une chanteuse adulte. Elle suit ensuite, à Split, la formation de Lepa Smoje à KUD Mozaik, association pour la culture et l’art.
A l'âge de 13 ans, elle joue le rôle de Karmela dans Frane Štrapalo, comédie musicale pour les enfants. Puis elle entre au groupe Treća smjena (« Troisième relève »). Severina s’est également produite au Splitsko kazalište (théâtre de Split) où elle reçoit le premier prix du public.

### Les années 1980
Au milieu des années 1980, elle remporte une série de concours pour jeunes chanteurs - Prvi pljesak à Split (« Premiers applaudissements ») et Daruvarski susreti (« Les rencontres de Daruvar »). Le festival Studentsko ljeto (« L’été des étudiants ») l'a désignée comme meilleure chanteuse. Elle a aussi été choriste de Danijela au « Festival de Split » (Splitski festival).
Severina gagne ensuite le premier prix de l'émission populaire DEMO-X de Radio-Zagreb, ce qui lui permet, à l'âge de 17 ans, d'enregistrer son premier disque, qui sera produit par Orfej (« Orphée ») sur une composition de Tomislav Mrduljaš.
Cela l'amène à Zagreb où elle s'essaie au rôle d’animatrice et de chanteuse dans l’émission musicale Top Cup, de la télévision croate et, la même année, invitée par son organisateur Drago Diklić, elle chante lors du « Festival de Zagreb » (Zagrebački festival). Avec la chanson Sklopi oči muzika dok svira (« Ferme les yeux tant que joue la musique »), elle reçoit le premier prix du public au festival Zagrebfest.

### Les années 1990
- En 1991, elle sort son premier album : Severina, produit par Tutico aux studios Croatia Records. À l’exception de Zrinko Tutić, les chansons sont écrites par Gibonni, Dino Dvornik, Hus Hasanefendić, Jurica Pađen et Đorđe Novković.
- En 1993, le deuxième album s'appelle Dalmatinka (« La fille de Dalmatie »), sa première collaboration avec Neno Ninčević.

- En 1995, c'est Trava zelena (« L’Herbe verte »), Disque d’or.
- En 1996, Moja stvar (« Mon Truc à moi »).
- En 1998, Severina enregistre Djevojka sa sela (« La Fille du village »), dont elle a écrit la plus grande partie et dont les supporters croates adopteront la première chanson à l'occasion de la Coupe du monde de football en France.
- En 1999, c'est l'album Ja samo pjevam (« Je ne fais que chanter »), où elle collabore de nouveau Đorđe Novković, et dont presque toutes les chansons sont des succès : Ante, Ja samo pjevam, Da si moj (« Si tu étais à moi ») et Dodirni mi koljena (« Touche-moi les genoux »).
- En même temps sort l’album Paloma Nera uživo (« Paloma Nera Live », prod. Menart et Tutico) qui reproduit le concert de 1993 à Zagreb lors sa tournée avec Dalmatinka.

### Les années 2000
- En 2001, c'est Pogled ispod obrva (« Un regard sous les sourcils »), avec, outre Pogled ispod obrva, les fameux Virujen u te (« Je crois en toi »), Mili moj (« Mon chéri »), et Krivi spoj (« Mauvais contact »), avec ses propres paroles et sur une musique d'Ante Pecotić, Đorđe Novković, Ante Muštra et Dino Šaran.
- En 2002, Severina se lance dans une tournée, dont sortira Virujen u te uživo, sous forme d'un album et d'un DVD. chez Dallas Records. Au bout de quelques mois, l’album était Disque d’or.
- C'est alors que Croatia Records ressort ses plus grands succès, sous le titre de 18 velikih hitova (« 18 grands tubes »).
- En 2003, Mani Gotovac, régisseur du Théâtre National Croate à Split (Hrvatsko Narodno Kazalište) invite Severina à rendre part au rock opéra filmé Karolina Riječka (« Caroline de Rijeka »).
- En 2004, c'est Severgreen, son 9e album, enregistré en studio chez Dallas Records avec des chansons comme Šta me sad pitaš šta mi je? (« C'est maintenant que tu me demandes ce que j'ai ? ») avec Matija Dedić et Sama na sceni (« Seule sur la scène ») écrite par Arsen Dedić.
- La même année, elle tourne aussi dans le court métrage du réalisateur Peđa Licin Gdje je nestala Slovenija? (« Où a disparu la Slovénie ? »)

Fait rare dans le milieu de la musique, sa carrière et sa notoriété prendront une nouvelle dimension avec la sortie sur Internet d'une sextape personnelle.
- En 2005, Severina tourne dans le premier rôle de Duhovi Sarajeva (« Les Fantômes de Sarajevo ») comédie de Dejan Radonić avec Enis Bešlagić et Davor Janjić sur un scénario d'Enver Puška, qui doit sortir en 2006.

Elle joue aussi au théâtre dans le drame de Jagoš Marković, Čekajući svog čovika (« En attendant mon homme »).
- En 2006, à la suite d'un concours national organisé par la radio-télévision croate, elle est sélectionnée pour représenter son pays au Concours Eurovision de la chanson . Elle finira 12e de ce dernier, ex æquo avec la représentante macédonienne .

- En 2008, Zdravo Marijo, son 10e album, sort dans les bacs avec notamment Gas Gas, l'une des chansons de l'été 2008 en ex-Yougoslavie mais également des titres aux sonorités plus calmes comme Gade ou Tridesete en collaboration avec des artistes tels que Goran Bregović et Nikola Pejaković.